# COSPAR International Reference Atmosphere
COSPAR International Reference Atmosphere ist eines der ersten Projekte des 1958 vom International Council for Science gegründeten Committee on Space Research (COSPAR) und hat die Aufgabe, die mittleren Daten der oberen Atmosphäre in einem Modell darzustellen, das immer wieder an den neuesten Stand experimentell gewonnener Ergebnisse angepasst wird.

## Geschichte
Die von COSPAR eingerichtete Task Group unter Leitung von Hildegard Kallmann-Bijl erarbeitete einen Satz von Vertikal-Profilen, der sich auf die Ergebnisse der Abbremsungsmessungen an den ersten Satelliten stützte, als CIRA 1961. Es ergab sich bald, dass diese Methode in der Thermosphäre versagen muss, weil die Zusammensetzung der Luft sich dort mit der Höhe stark verändert. Später erlaubten In-situ-Messungen mit Massenspektrometern diese Schwierigkeit zu überwinden. Hinzu kamen Ergebnisse aus Beobachtungen der Streuung starker Funksignale an den dortigen Luft-Molekülen. Mit den Ergebnissen beider Techniken wurde das Modell MSIS 86 erstellt, das für die Thermosphäre in die CIRA-86 übernommen wurde.